# Leukonoë (Mutter des Philammon)
Leukonoë (altgriechisch Λευκονόη Leukonóē) ist in der griechischen Mythologie die Mutter des Philammon.
Sie erscheint einzig beim römischen Mythographen Hyginus, der als ihren Vater die römische Entsprechung des Hesperos „Lucifer“ und als den Vater ihres Sohnes den Gott Apollon angibt.